# Michał Pietrzak (prawnik)

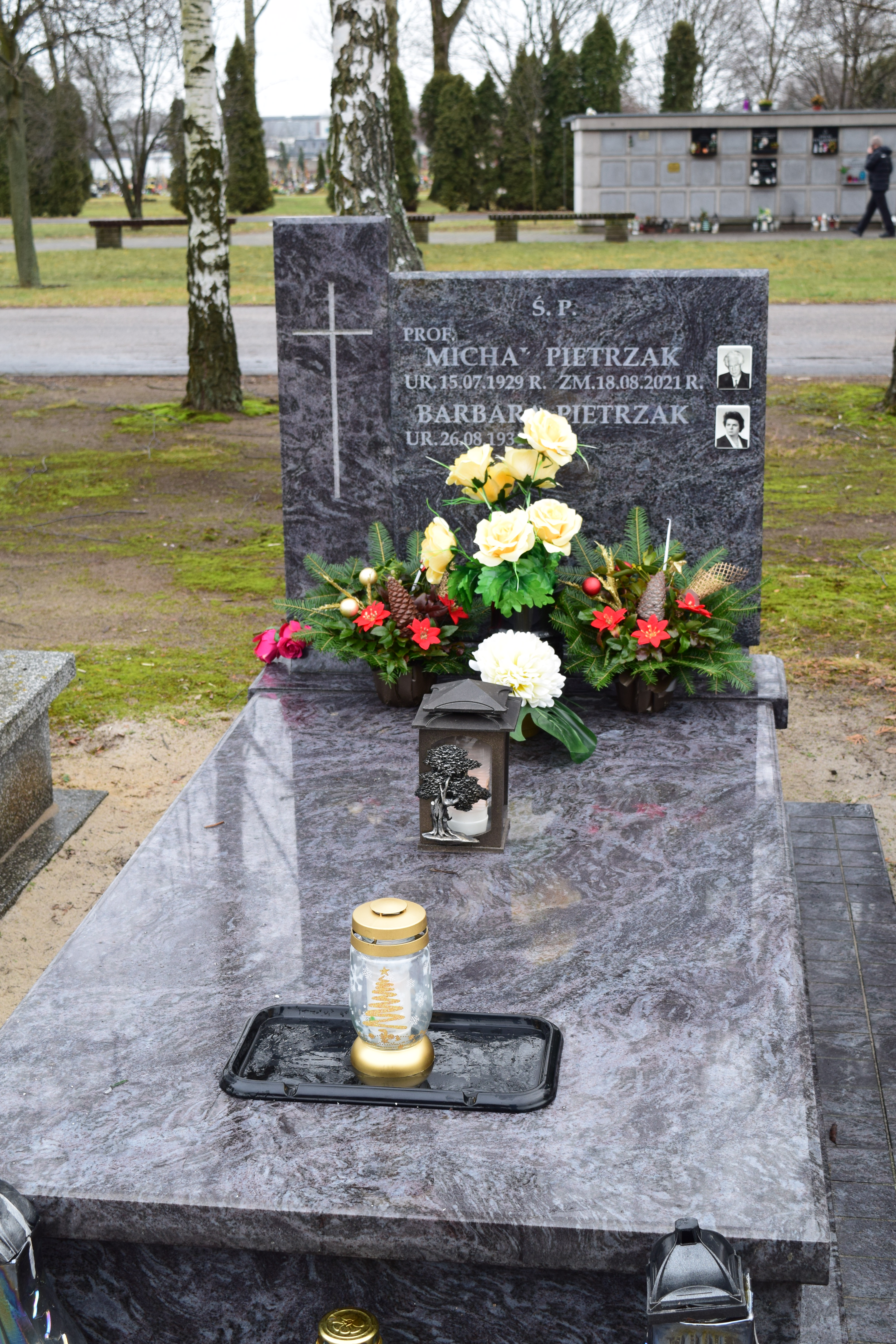
Grób prof. Michała Pietrzaka na Cmentarzu Północnym w Warszawie.

Michał Pietrzak (ur. 15 lipca 1929 w Gąbinie k. Płocka, zm. 18 sierpnia 2021 w Warszawie) – polski prawnik, profesor nauk prawnych, profesor zwyczajny Uniwersytetu Warszawskiego.

## Życiorys
Syn Franciszka i Czesławy Pietrzaków (oboje rodzice zmarli w czasie okupacji, ojciec w obozie koncentracyjnym Mauthausen-Gusen). Naukę pobierał w Gąbinie, a po wybuchu wojny na tajnych kompletach w Rybnie. Maturę uzyskał w 1948 w Liceum Ogólnokształcącym im. Księcia Józefa Poniatowskiego w Warszawie. W 1952 ukończył studia na Wydziale Prawa Uniwersytetu Warszawskiego i w tym samym roku został zatrudniony w Zakładzie Historii Państwa i Prawa UW. W 1961 uzyskał na Wydziale Prawa UW na podstawie przygotowanej pod kierunkiem Juliusza Bardacha rozprawy pt. Wolność prasy w Polsce 1918–1939 stopień naukowy doktora nauk prawnych. W 1962 objął tam stanowisko adiunkta. W 1968 na podstawie dorobku naukowego oraz rozprawy habilitacyjnej pt. Rządy parlamentarne w Polsce w latach 1919–1926 otrzymał na macierzystym wydziale stopień docenta nauk prawnych. W 1979 uzyskał tytuł naukowy profesora nadzwyczajnego nauk prawnych, a w 1989 tytuł profesora zwyczajnego nauk prawnych.
Zajmował się przede wszystkim problematyką historii państwa i prawa Polski oraz prawa wyznaniowego (współtwórca i kierownik Zakładu Prawa Wyznaniowego w Instytucie Historii Prawa UW). Był także profesorem w Katedrze Prawa Wyznaniowego i Kanonicznego Chrześcijańskiej Akademii Teologicznej w Warszawie.
Wykładał także w Wyższej Szkole Zarządzania i Prawa im. Heleny Chodkowskiej i w Wyższej Szkole Administracyjno-Społecznej w Warszawie.
Uczestniczył w pracach nad ustawodawstwem w zakresie wolności słowa, sumienia i wyznania, w tym uchwalonymi w 1989: ustawą o stosunku państwa do Kościoła katolickiego oraz ustawą o gwarancjach wolności sumienia i wyznania. W okresie prezydentury Aleksandra Kwaśniewskiego był członkiem Kapituły Orderu Odrodzenia Polski.
Został członkiem zwyczajnym Towarzystwa Naukowego Warszawskiego. Był członkiem Komitetu Redakcyjnego „Czasopisma Prawno-Historycznego”.
Autor wielokrotnie wznawianego podręcznika akademickiego Prawo wyznaniowe (łącznie 11 wydań, w tym 5 po 1999 – najnowsze z 2013) oraz wielu innych publikacji na temat prawa wyznaniowego, wolności sumienia i wyznania. Współautor (wspólnie z Juliuszem Bardachem i Bogusławem Leśnodorskim) Historii ustroju i prawa polskiego (łącznie 16 nakładów). Jeden z inicjatorów Polskiego Towarzystwa Prawa Wyznaniowego.
W 2009 z okazji 80. rocznicy urodzin Michała Pietrzaka ukazała się publikacja pt. Pro bono Reipublicae. Księga jubileuszowa Profesora Michała Pietrzaka, red. Paweł Borecki, Andrzej Czohara, Tadeusz J. Zieliński, Wydawnictwo Prawnicze Lexis-Nexis, Warszawa 2009 (ISBN 978-83-7620-262-4).
W 2012 w Uniwersytecie Warszawskim urządzono uroczyste obchody 60-lecia nieprzerwanej pracy profesora Michała Pietrzaka na Wydziale Prawa i Administracji.
Zmarł 18 sierpnia 2021. Został pochowany na Cmentarzu Północnym w Warszawie (Kwatera: S-IV-1 Rząd: 1, Grób: 22).

## Publikacje
- Reglamentacja wolności prasy w Polsce 1918–1939, Warszawa 1963
- Rządy parlamentarne w Polsce w latach 1919–1926, Warszawa 1969
- Historia ustroju i prawa polskiego (współautorzy: Juliusz Bardach, Bogusław Leśnodorski), Warszawa 1976 (później kilkanaście wznowień)
- Prawo wyznaniowe, Warszawa 1978 (kolejne wydania w latach: 1979, 1982, 1988, 1993, 1995, 1999 – 1 wyd. w nowej edycji, 2003, 2005, 2010, 2013)
- Odpowiedzialność konstytucyjna w Polsce, Warszawa 1992
- Prawo Kościołów i związków wyznaniowych nierzymskokatolickich w Polsce (współredaktor: Wiktor Wysoczański), Wydawnictwo ChAT, Warszawa 1997.
- Demokratyczne, świeckie państwo prawne, Warszawa 2000
- Francuska ustawa z 9 grudnia 1905 roku o rozdziale kościołów i państwa z perspektywy 100 lat (red. naukowy), Warszawa 2007
- Państwo prawne, państwo świeckie, Warszawa 2012
- O ustroju, prawie i polityce II Rzeczypospolitej. Pisma wybrane (red. Paweł Borecki, Czesław Janik), Warszawa 2018.

## Odznaczenia i nagrody
21 listopada 2011 postanowieniem Prezydenta RP z dnia 29 września 2011 r. „za wybitne zasługi w pracy naukowo-badawczej, za osiągnięcia w działalności dydaktycznej i społecznej” został odznaczony Krzyżem Komandorskim z Gwiazdą Orderu Odrodzenia Polski.
Wcześniej odznaczony został:
- w 1996 Krzyżem Komandorskim Orderu Odrodzenia Polski[11],
- w 1980 Krzyżem Kawalerskim Orderu Odrodzenia Polski,
- w 1970 Złotym Krzyżem Zasługi,
- w 1972 Medalem Komisji Edukacji Narodowej[12],
- w 2009 Orderem Świętej Marii Magdaleny II stopnia[13],
- w 2009 Medalem Pamiątkowym „Pro Masovia”[14].

W listopadzie 2018 został odznaczony Medalem za Zasługi dla Chrześcijańskiej Akademii Teologicznej w Warszawie.